# Čenkovice
Čenkovice (deutsch Tschenkowitz, auch Czenkowitz, früher auch Schunkendorf, Czunkendorf) ist ein Dorf mit 180 Einwohnern, davon 137 im erwerbsfähigen Alter. im Okres Ústí nad Orlicí in Tschechien.

## Geographie

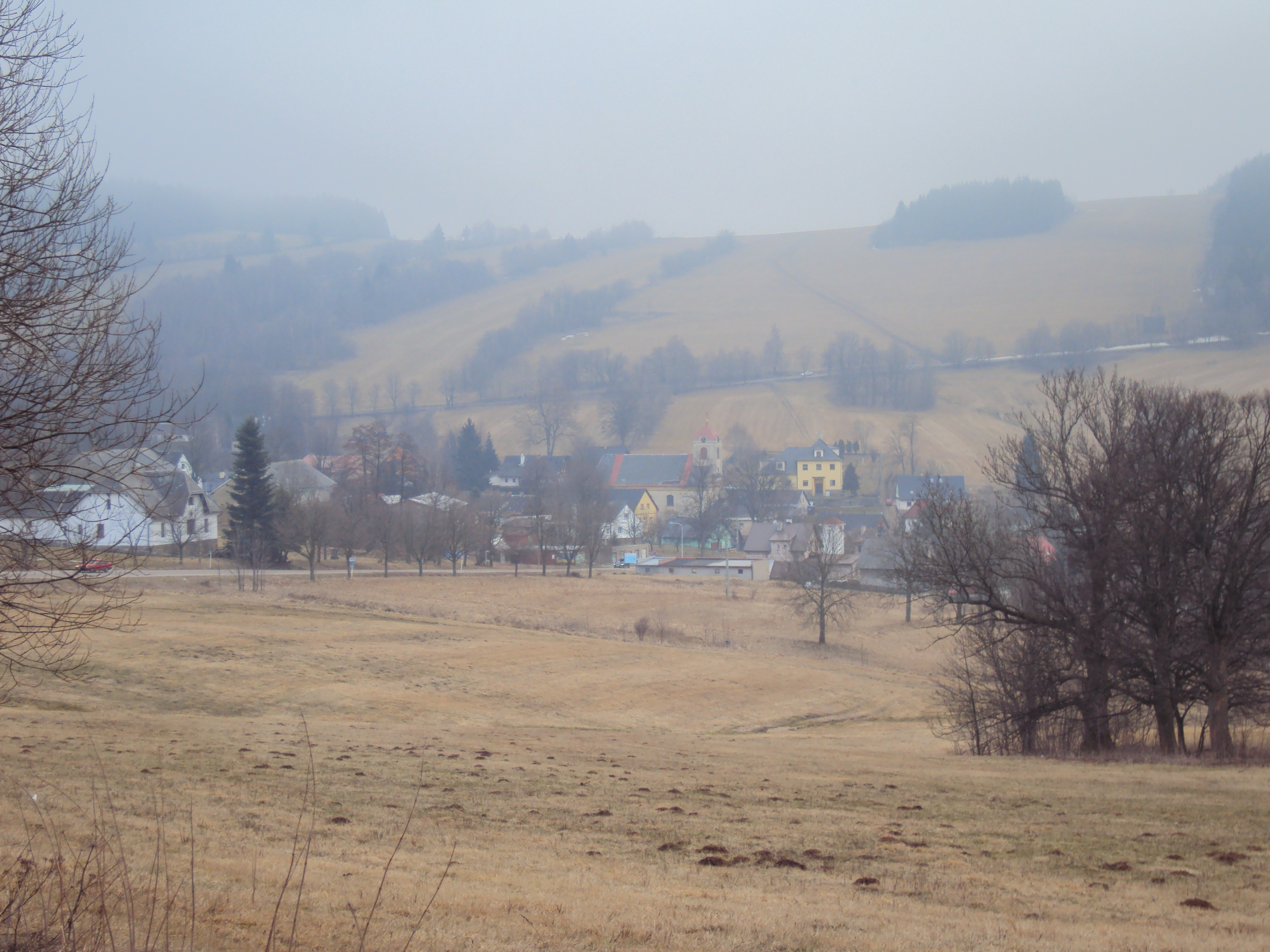
Ortsansicht

Es liegt 20 km nordwestlich von Šumperk in Ostböhmen an den südlichen Ausläufern des Adlergebirges unweit der Grenze zu Polen. Der Ort liegt direkt am Westhang des 958 m hohen Buková hora. Südlich des Ortes liegt die Quelle der Moravská Sázava.

## Geschichte
Čenkovice wurde im Jahr 1304 das erste Mal urkundlich erwähnt, während der Regierungszeit des Přemyslidenkönigs Wenzel II.
Nachdem Böhmen im frühen 16. Jahrhundert Teil der Habsburgermonarchie geworden war, gelangte im 19. Jahrhundert Čenkovice im Zuge der administrativen Neustrukturierung Österreich-Ungarns ab 1868 zum neu gebildeten Bezirk Landskron. 
Hier befand sich eine der Filialgemeinden der reformierten Herrnhuter Brüdergemeinen, ab 1883 erhielt der Ort einen ständigen Vikar in Form von Ottakar Knauer.
Čenkovice war eine jener sudetendeutschen Gemeinden, die auf Grund der Grenzfestlegung vom 20. November 1938 von der Tschechoslowakei an das Deutsche Reich gefallen sind. Gegen Kriegsende waren hier auch Angehörige der Partisanenbrigade Brodecký des Widerstandskämpfers Josef Hýbl aktiv, welche im Zuge des Blutgerichts von Lanškroun im Mai 1945 mehrere Deutsche erschossen, ebenfalls erfolgten im Zuge dieses Terrors deutsche Freitode in der Bevölkerung. Nach der Wiedererrichtung der ČSR und dem Erlass der Beneš-Dekrete wurde die lokale deutsche Bevölkerung endgültig vertrieben.
Heute ist Čenkovice ein beliebter Wintersportort.